# Brillante Jr.
Brillante Jr., född 28 mars 2001 i Gómez Palacio i Durango är en mexikansk fribrottare inom den mexikanska stilen lucha libre. Brillante Jr. brottas sedan 2023 i Consejo Mundial de Lucha Libre, Mexikos största och äldsta fribrottningsförbund.

## Familj
Brillante Jr. är en del av den stora El Moro-familjen inom mexikansk fribrottning, där han tillhör den tredje generationen brottare och är en yngre kusin till Andrade, känd från World Wrestling Entertainment och All Elite Wrestling i USA. Brillante Jr. minns att han tränade eller lekte fribrottning tillsammans med Andrade när han var bara fem år gammal.

## Karriär
Brillante Jr. debuterade professionellt år 2015 i Arena Azteca, med en fribrottningsmask som påminde väldigt mycket om den som Andrade bar under karaktären La Sombra, när han brottades i Mexiko. Innan Andrade blev La Sombre brottades även han under namnet Brillante Jr.